# 東部郊區 (悉尼)
東部郊區（英語：Eastern Suburbs）是澳大利亞新南威爾士州悉尼中心商業區以東及東南的多個郊區的統稱，是較為富裕的住宅地段。

## 主要地標
- 邦代海灘
- 庫吉海灘
- 百年紀念公園
- 摩爾公園
- 蘭域馬場
- 皇家悉尼高爾夫球會

## 圖片集

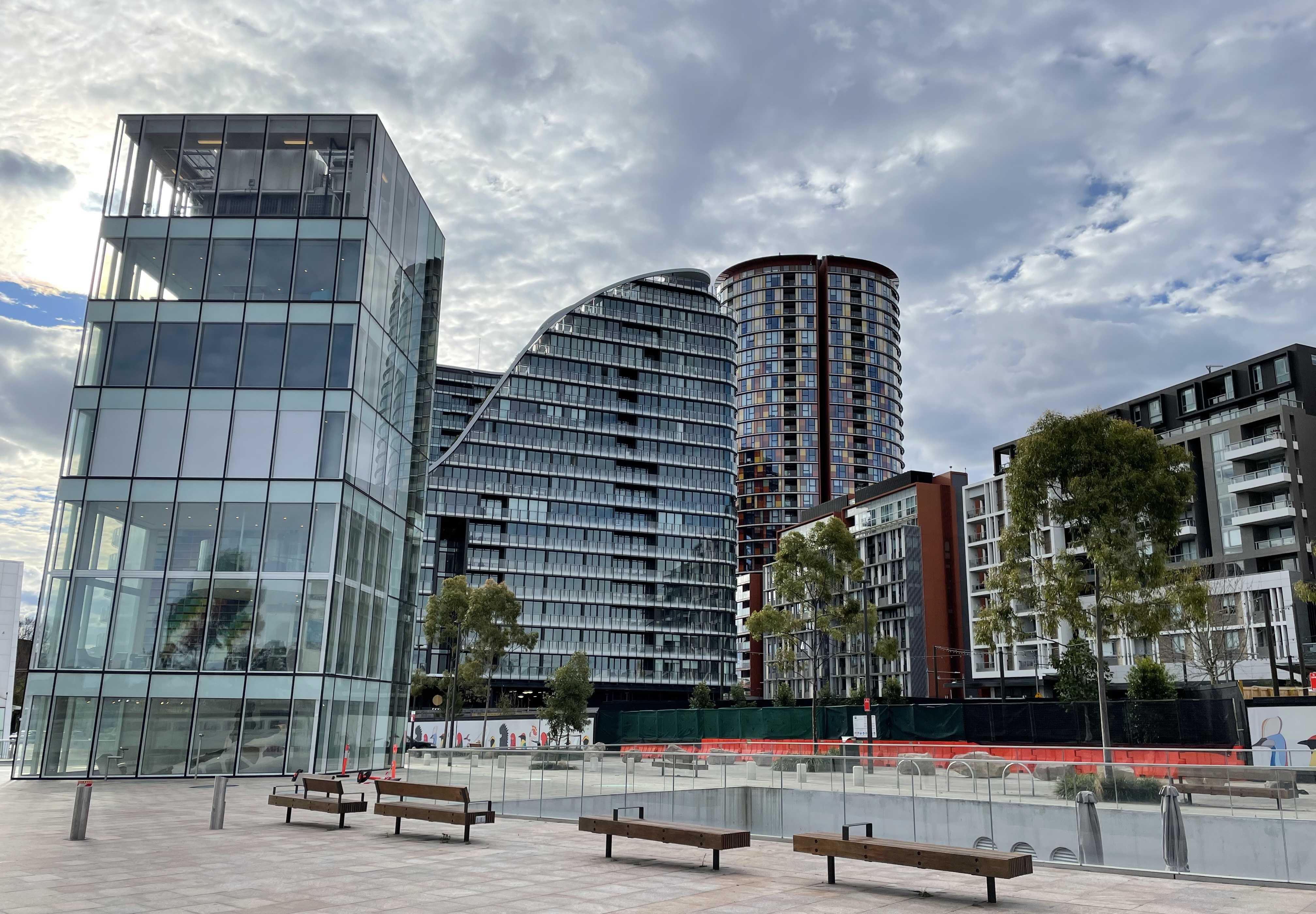
華打魯綠色廣場
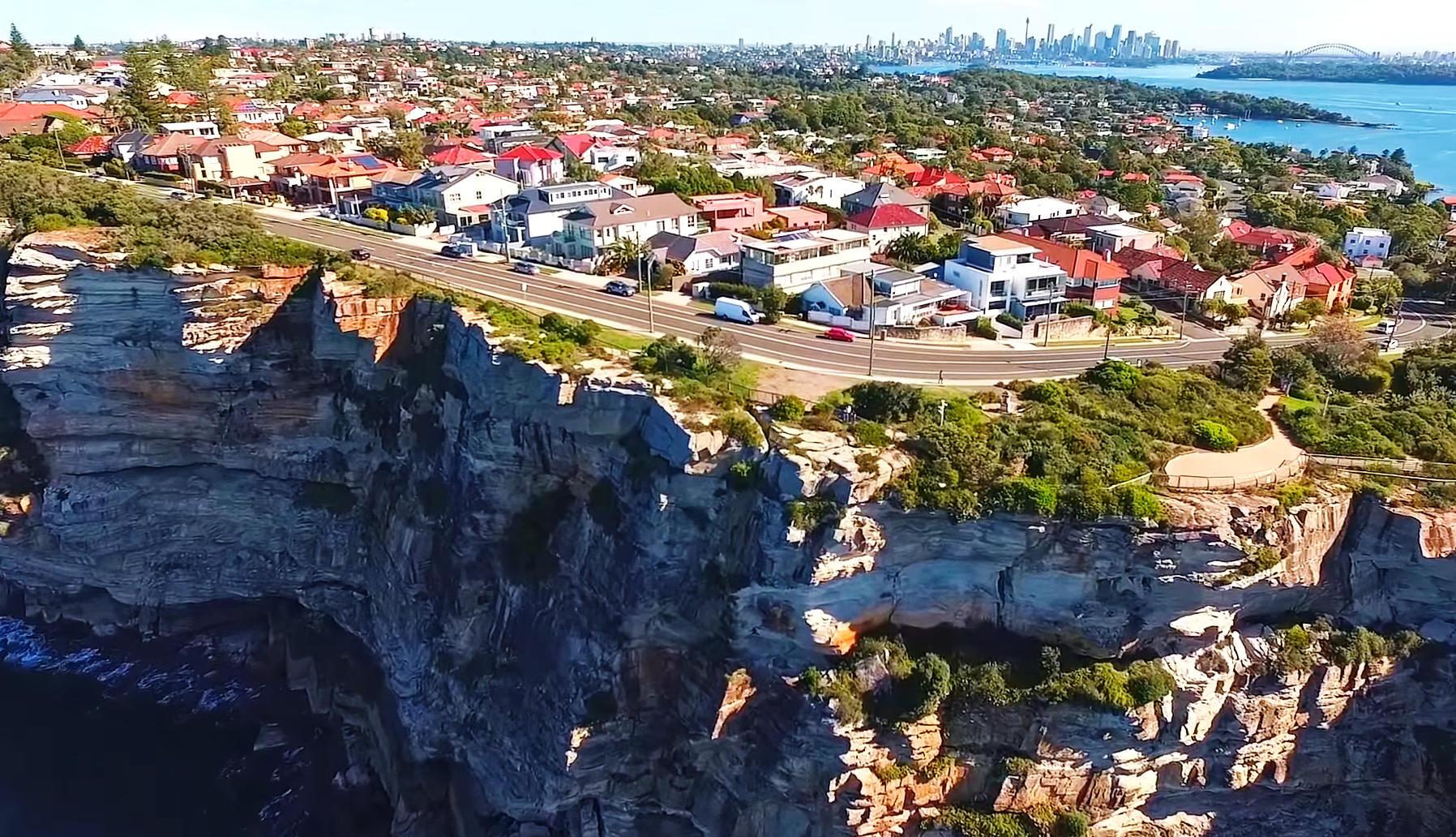
沃克呂茲懸崖邊的房屋
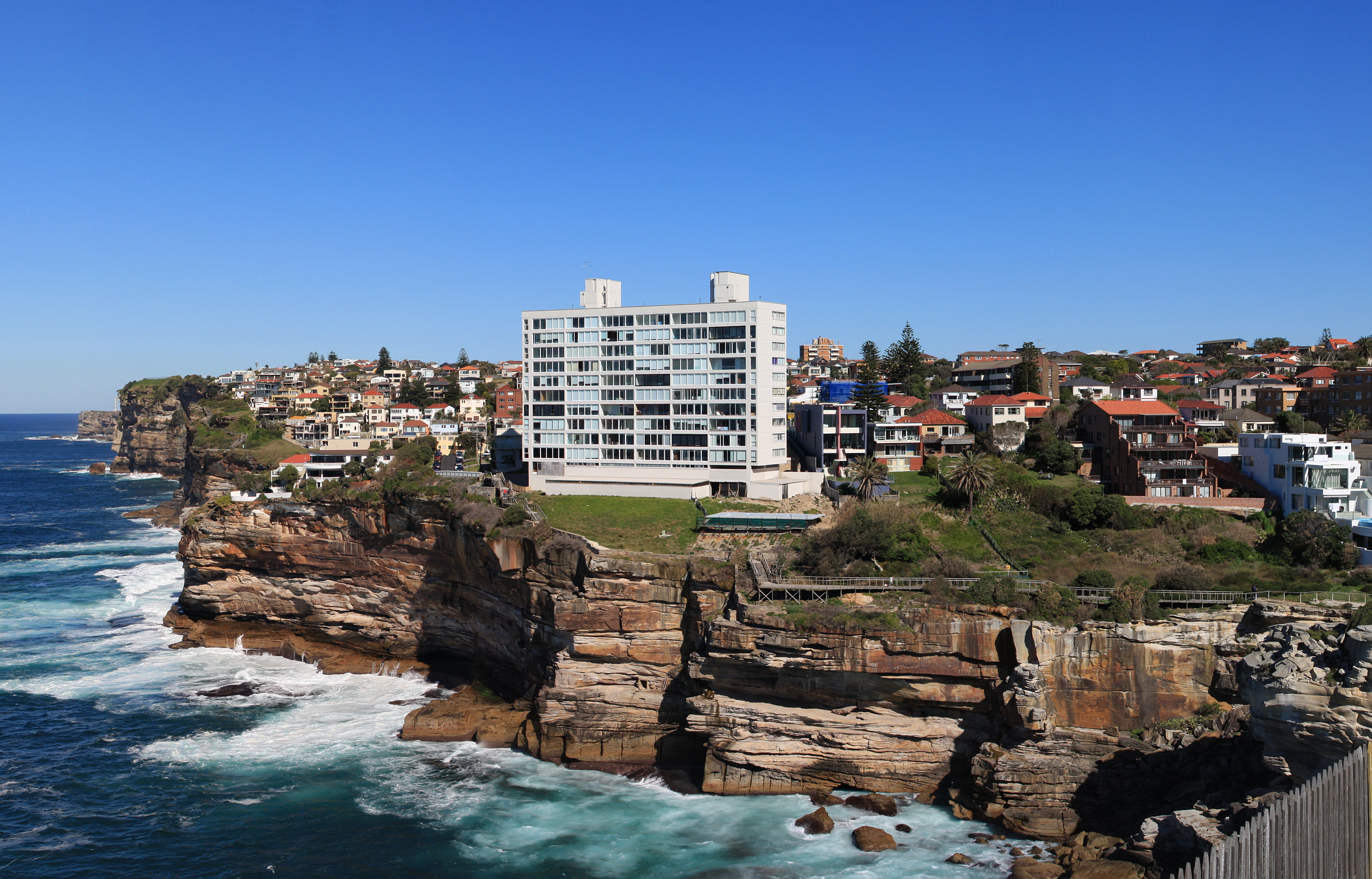
多佛高地
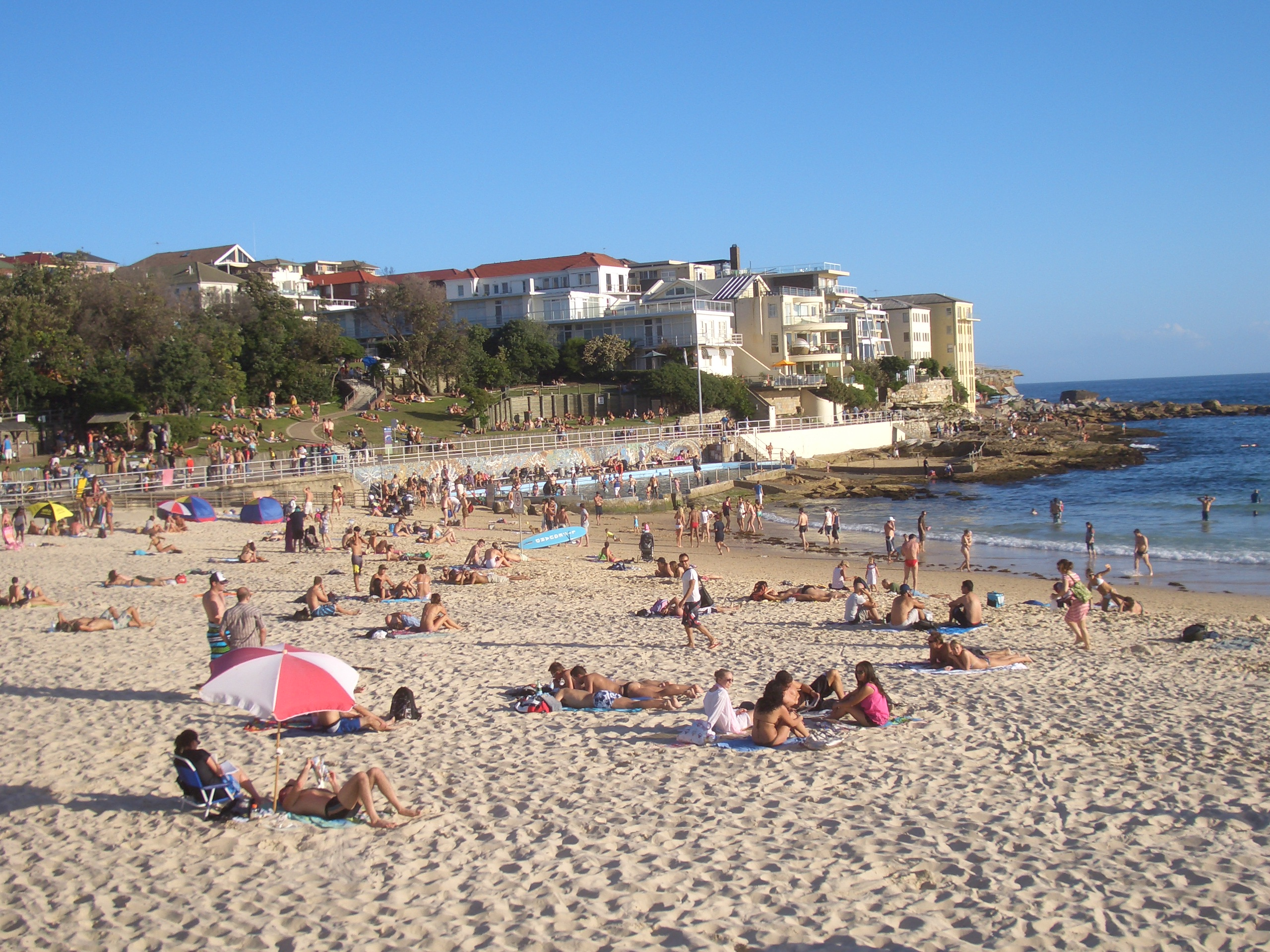
北邦代（英语：North Bondi, New South Wales）海灘
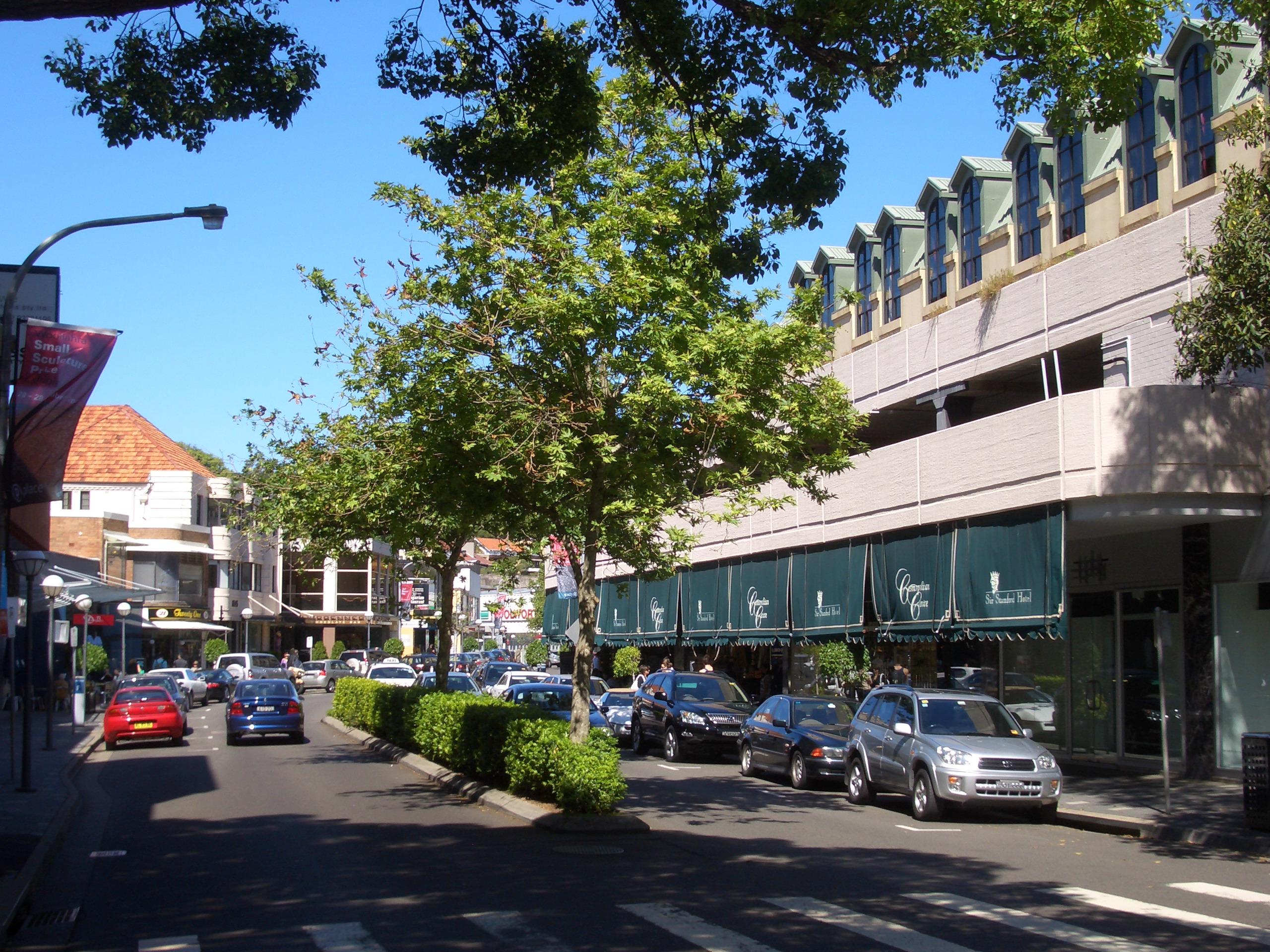
德寶灣諾克斯街
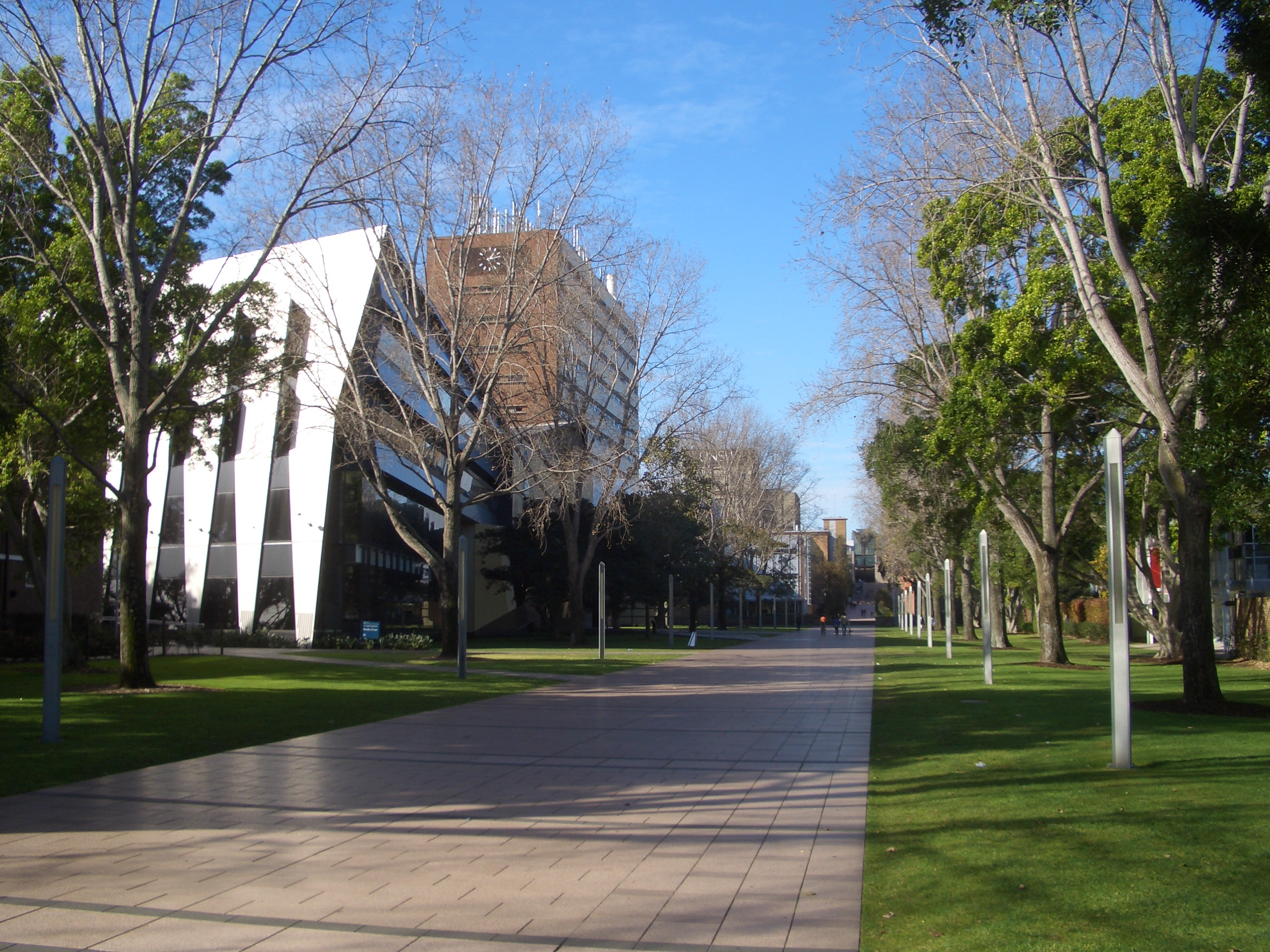
新南威爾斯大學
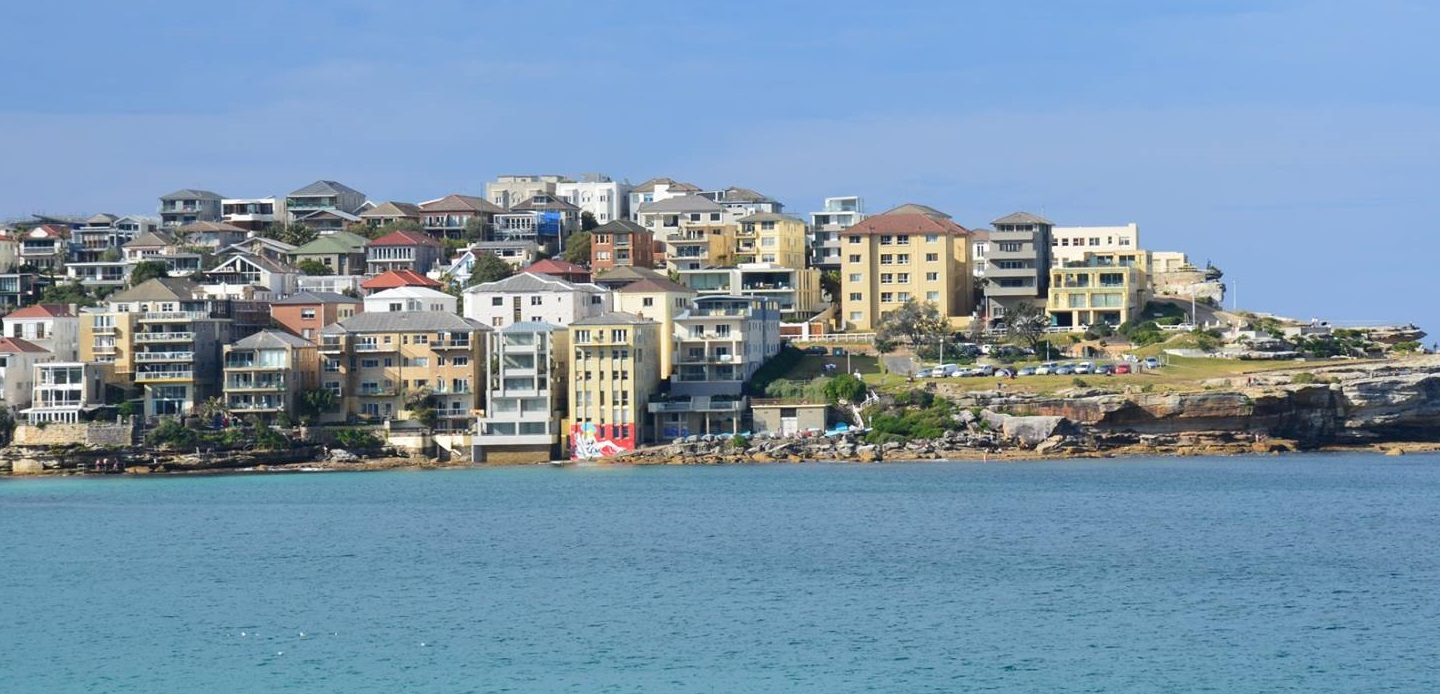
北邦代的公寓